# Horní Počaply
Horní Počaply (deutsch Ober-Potschapl) ist eine mittelböhmische Gemeinde mit 1272 Einwohnern (Stand: September 2006) am linken Ufer der Elbe in Tschechien. Sie liegt 18 Kilometer nordwestlich von Melnik und gehört zum gleichnamigen Bezirk. Der tiefste Punkt des Kreises ist die Oberfläche der Elbe beim Dorf Horní Počaply (153 Meter).

## Geschichte
Die erste urkundliche Erwähnung stammt aus dem Jahr 1286. Die Gemeinde wird seit dem Jahr 2000 mittels Fernwärmenetz beheizt, welche aus der Müllverbrennung im Kraftwerk Mělník II stammt.

### Verwaltungsgeschichte
Die Historie der territorialen Selbstverwaltung reicht bis ins Jahr 1850 zurück. Der chronologische Überblick zeigt die territoriale Zugehörigkeit der Gemeinde:
- 1850 Böhmen, Prager Kreis, Politischer Bezirk Melnik, Gerichtsbezirk Raudnitz[2]
- 1855 Böhmen, Leitmeritzer Kreis, Gerichtsbezirk Raudnitz
- 1868 Böhmen, politischer und Gerichtsbezirk Raudnitz
- 1939 Reichsprotektorat Böhmen und Mähren, Oberlandratsbezirk Melnik, politischer und Gerichtsbezirk Raudnitz a.d. Elbe[3]
- 1942 Land Böhmen, Oberlandratsbezirk Prag, politischer und Gerichtsbezirk Raudnitz a.d. Elbe[4]
- 1945 Land Böhmen, Verwaltungs- und Gerichtsbezirk Roudnice nad Labem[5]
- 1949 Ústecký kraj, Okres Roudnice nad Labem[6]
- 1960 Středočeský kraj, Okres Mělník
- 2003 Středočeský kraj, Okres Mělník, übergeordnete Gemeinde mit erweiterter Zuständigkeit: Mělník

### Jahr 1932
In Horní Počáply (721 Einwohner, Gendarmerieposten, Anlegestelle, kath. Kirche) waren 1932 folgende Gewerbe registriert: Biograf Sokol, Ziegelei, Frisör, 4 Gasthäuser, Stellmacher, Schmied, 3 Schneider, 3 Schuster, 2 Bäker, 5 Landwirte, 3 Fleischer, 3 Gemischtwarenhändler, Spar- und Ersatzverein in Horní Počáplý, Baumeister, 3 Näherinnen, 2 Trafiken, 2 Zimmermänner.

## Sehenswürdigkeiten

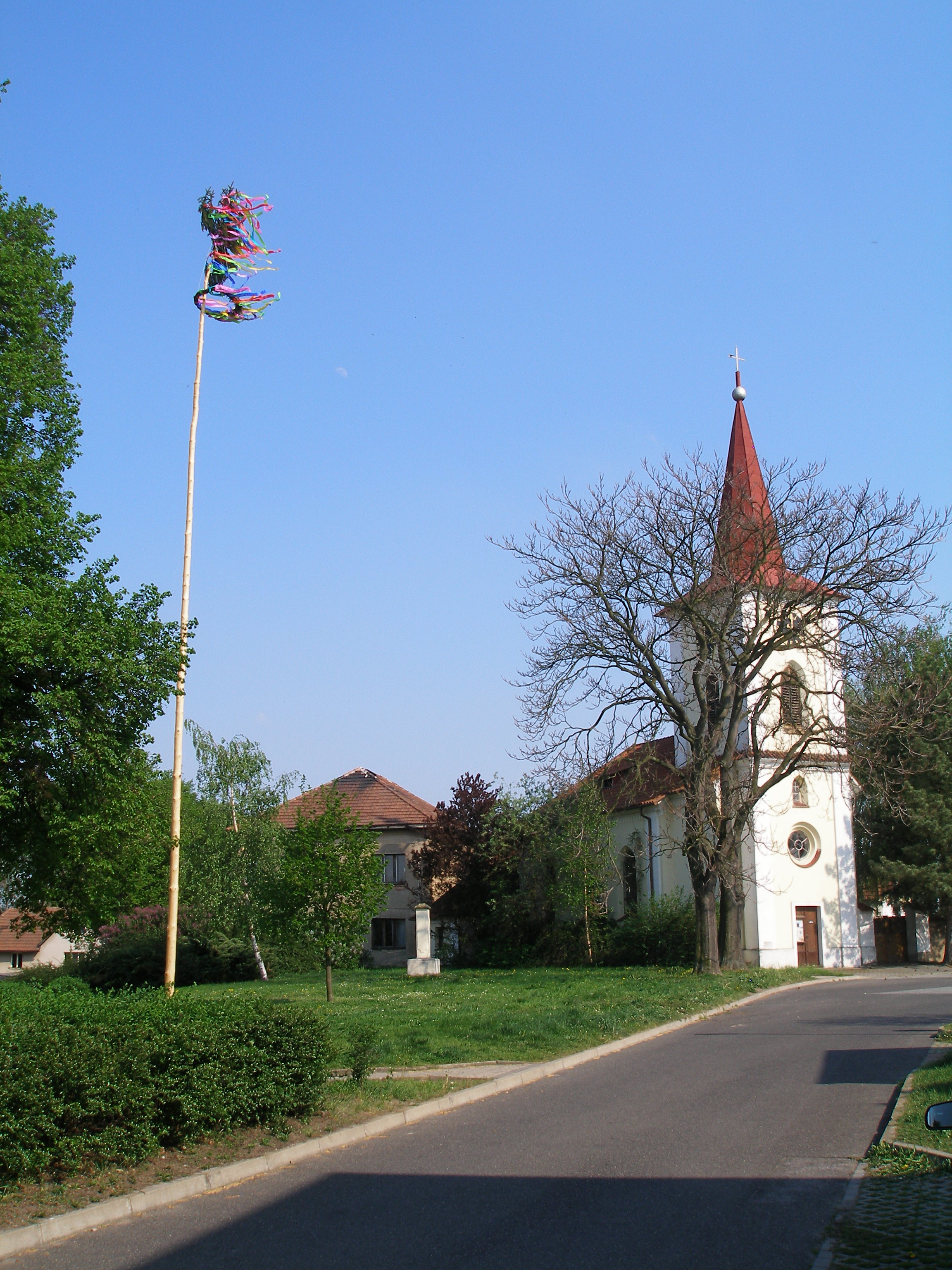
Kirche Mariä Himmelfahrt mit Maibaum

- Kirche Mariä Himmelfahrt: errichtet als gotische Kirche (im Inneren der heutigen Kirche erhalten) etwa im 14. Jahrhundert, erste Erwähnung aus dieser Zeit. Erneuert 1869–1871. Es handelt sich um ein Langhaus mit rechtwinkligem Presbyterium und ebenerdigem Anbau. An der Westfassade ein viereckiger Turm, erneuert im 19. Jahrhundert. Im Presbyterium Kreuzgewölbe mit keilförmigen Rippen auf pyramidenförmigen Konsolen und Sanktuarium mit Profilrahmen (hochgotisch, Ende 15. Jahrhundert) Kirchenschiff mit spitzen Fenstern, Eckpilastern und Türmchen. An der linken Ecke der Fassade Tafel mit Jahreszahl 1871.

## Gemeindegliederung
Ortsteile sind:
- Horní Počaply
- Křivenice: Selbständige Gemeinde bis 1961, seitdem Ortsteil von Horní Počaply. Das Dorf befindet sich am linken Ufer der Elbe, 7 km nordwestlich von Melnik, in direkter Nachbarschaft zum Kraftwerk Mělník. Seehöhe 161 m n.m. Auf seinen Aufenthalten in Liběchov wanderte der Maler Max Švabinský nach Křivenice und bereitete sich hier auf sein Monumentalwerk Žně vor.

## Verkehr
Durch das Gemeindegebiet verläuft die zweigleisige elektrifizierte Hauptbahn, die Bahnstrecke Děčín–Prag (Kursbuchstrecke 090) mit den Stationen (Prag -) Vraňany – Roudnice nad Labem – Ústí nad Labem – Děčín, die 1850 als Nördliche Staatsbahn eröffnet wurde.
Öffentliche Buslinien verbinden die Gemeinde mit Mělník, Prag, Roudnice nad Labem und Štětí. Die Personenzüge der Linien S4 (Prag – Vraňany – Hněvice) und R4 (Prag – Kralupy nad Vltavou – Hněvice) des Schnellbahnnetzes Esko Prag halten an der Bahnstation Horní Počaply (täglich 14 Personenzüge (Os), am Wochenende 10). Expresszüge und Schnellzüge halten hier nicht.

## Wirtschaft
Unter anderem betreibt in Horní Počaply die Danzer Bohemia ein Furnierwerk.

## Fremdenverkehr
Der Elberadweg (Cyklotrasa č. 2) Kralupy n. Vlt. – Mělník – Litoměřice – Ústí n. L. – Děčín führt durch den Ort.